# Chiragh Kumar
Chiragh Kumar (15 december 1983) is een golfprofessional uit India.
Kumar werd in 2006 professional nadat hij met het Indiase team op de Aziatische Spelen een zilveren medaille had gewonnen. Hij speelde op de Indiase PGA Tour. In 2011 won hij drie toernooien en de Order of Merit en werd hij verkozen tot Speler van het Jaar. Bovendien eindigde hij op de 2de plaats achter David Gleeson bij het Indian Open van de Aziatische PGA Tour. Dat bezorgde hem de 21ste plaats op de Order of Merit van de Aziatische Tour, waardoor hij speelrecht voor 2012 kreeg.

## Gewonnen
Indian Tour
- 2011 LG Masters, PGTI Players Championship, BILT Open